# العربي تواتي
العربي تواتي (13 أكتوبر 1936 تونس تونس - ) هو لاعب كرة قدم تونسي يلعب كمهاجم، شارك في الألعاب الأولمبية الصيفية 1960.

## روابط خارجية
- العربي تواتي على موقع عالم كرة القدم.نت (الإنجليزية)
- العربي تواتي على موقع أوليمبيديا (الإنجليزية)